# B-52-Absturz auf der Fairchild Air Force Base

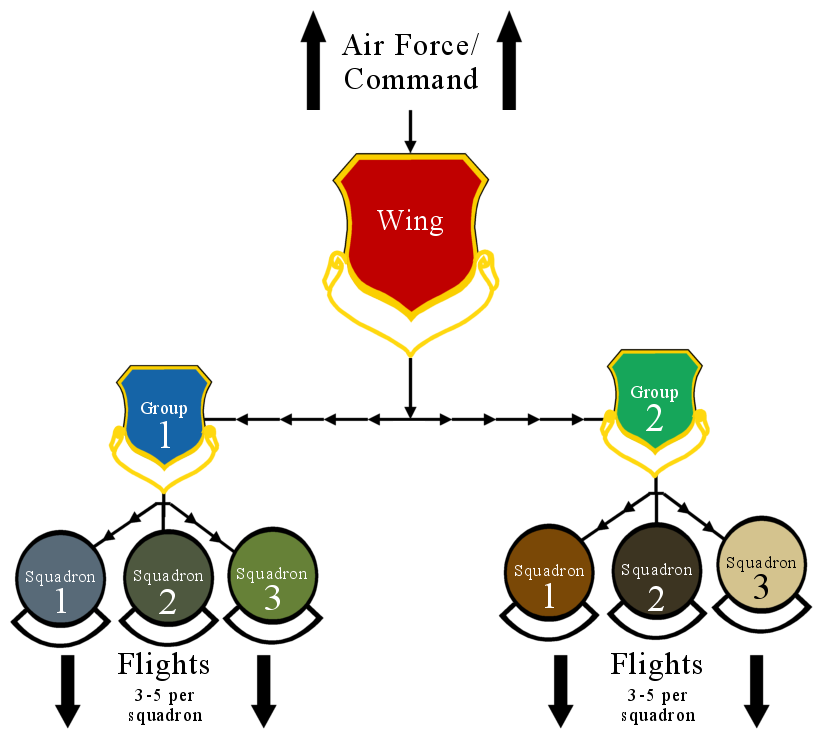
Grundaufbau einer USAF Wing/Group/Squadron hinsichtlich der Kommandokette.

Der B-52-Absturz auf der Fairchild Air Force Base am 24. Juni 1994 war ein Flugzeugabsturz während eines Trainingsflugs, bei dem die vier Besatzungsmitglieder einer USAF B-52 Stratofortress ums Leben kamen. Bud Holland, der verantwortliche Luftfahrzeugführer der auf der Fairchild Air Force Base stationierten Maschine mit dem Rufzeichen Czar 52, flog das Flugzeug während des Unfalls außerhalb der zulässigen Einsatzparameter und verlor die Kontrolle. Demzufolge kam es zu einem Strömungsabriss. Die Maschine stürzte ab, schlug auf dem Boden auf und wurde zerstört.
Laut Unfalluntersuchung war die Kette von Ereignissen, die zu dem Absturz führte, hauptsächlich auf die Persönlichkeit und das Verhalten Hollands, die Reaktion beziehungsweise Nichtreaktion seiner USAF-Vorgesetzten darauf und auf die Abfolge der Ereignisse während des Unglücksflugs zurückzuführen.
Heute wird der Absturz als Fallstudie im Crew-Resource-Management-Training in der militärischen und zivilen Luftfahrt verwendet. In den Sicherheitstrainings der USAF und US Army dient der Absturz oft als Beispiel dafür, wie bedeutend die Einhaltung der Sicherheitsregeln ist, und dass das Verhalten eines jeden, der die Sicherheitsregeln verletzt, zu korrigieren ist.

## Absturz
Am 24. Juni 1994 um 7:30 Ortszeit (Pacific Standard Time) bereitete sich auf der Fairchild Air Force Base in Washington eine in Fairchild stationierte B-52H-Bombercrew auf einen Übungsflug für eine Flugvorführung bei einer demnächst stattfindenden Flugschau vor. Die Crew bestand aus den Piloten Arthur „Bud“ Holland (46 Jahre alt), Mark McGeehan (38), Robert Wolff (46) und dem Waffensystemoffizier/Radarnavigator Ken Huston (41). Für diesen Flug waren Holland als verantwortlicher Luftfahrzeugführer, McGeehan als Copilot und Wolff als Sicherheitsbeobachter vorgesehen. Holland, McGeehan und Huston hatten den Dienstgrad eines Lieutenant Colonel und Wolff den eines Colonels. Holland war Leiter der Standardisierungs- und Auswertungsabteilung des 92nd Bomb Wing, McGeehan der Kommandeur der 325th Bomb Squadron, Wolff der stellvertretende Kommandeur des 92nd Bomb Wing und Huston der Einsatzoffizier der 325th Bomb Squadron.
Der Missionsplan für den Flug bestand aus einer anspruchsvollen Serie von Überflügen in geringer Höhe, Kurven mit einer Querneigung von 60 Grad, einem steilen Steigflug und einer Touch-and-Go-Landung auf Fairchilds Start- und Landebahn 23. Für Wolff war dieser Flug auch sein „fini flight“. Bei dieser bei der USAF verbreiteten Tradition treffen aus dem Dienst ausscheidende Mitglieder einer Flugzeugbesatzung kurz nach der Landung von ihrem letzten Flug auf dem Flugfeld ihre Verwandten, Freunde und Mitarbeiter und werden mit Wasser bespritzt. Folglich waren Wolffs Frau und viele seiner engen Freunde auf dem Flugplatz, um zuzuschauen und an der Zeremonie nach dem Flug teilzunehmen. Aus dem Garten der nahegelegenen Unterkunft McGeehans beobachtete seine Frau zusammen mit den zwei jüngsten Söhnen den Flug.
Die B-52 startete um 13:58 und beendete die meisten Elemente der Vorführung ohne Zwischenfall. Am Ende des Übungsprofils, inmitten der Vorbereitung der Touch-and-Go-Landung auf Start- und Landebahn 23, erfolgte die Anweisung durchzustarten. Eine KC-135 war gerade gelandet und befand sich auf der Landebahn. Holland hielt eine Höhe von 250 Fuß (75 Meter) über Grund (AGL) und funkte den Tower um Erlaubnis an, eine 360-Grad-Linkskurve auszuführen. Der Tower-Lotse erteilte die Genehmigung sofort. Die B-52 begann ihre 360-Grad-Linkskurve um den Tower ungefähr im mittleren Bereich der Start- und Landebahn. Angeblich wegen einer Lagerstätte für Nuklearwaffen war der Bereich direkt hinter dem Tower als eingeschränkter Luftraum ausgewiesen. Holland flog eine außerordentlich enge Steilkurve, die niedrige Höhe von 250 Fuß (75 Meter) AGL haltend, um den eingeschränkten Luftraum zu meiden. Ungefähr nach drei Vierteln der Kurve, um 14:16, bei über 90 Grad Schräglage, sank das Flugzeug zusehends, schlug auf dem Boden auf und explodierte. Dabei kamen die vier Mitglieder der Besatzung ums Leben. McGeehans Versuch, sich mit dem Schleudersitz herauszukatapultieren, scheiterte. Der Aufschlag unterbrach den Ausstiegsvorgang und er konnte das Flugzeug nicht mehr verlassen. Am Boden wurde niemand körperlich verletzt. Der auf Video aufgezeichnete Absturz war mehrmals allerorts in den Nachrichtensendungen der USA zu sehen.

## Untersuchung

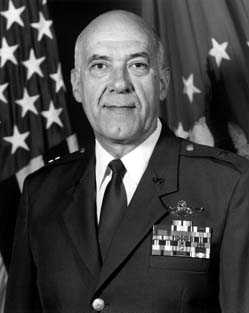
USAF-Brigadegeneral Orin L. Godsey, Leiter der Sicherheitsuntersuchung

Unter Leitung von Brigadegeneral Orin L. Godsey, dem Chef der USAF-Flugsicherheit, wurde unverzüglich eine Sicherheitsuntersuchung einberufen. Die Kommission veröffentlichte ihren Untersuchungsbericht am 10. August 1994. Eine abschließende Bewertung der Sicherheitsuntersuchung wurde am 31. Januar 1995 herausgegeben. Der USAF-Sicherheitsbericht wurde nur an das Personal des Verteidigungsministeriums der Vereinigten Staaten verteilt und war nicht für die Öffentlichkeit bestimmt. Eine „AFR-110-14-Untersuchung“ genannte Unfalluntersuchungskommission publizierte 1995 einen eigenen Bericht. Im Gegensatz zur USAF-Untersuchung war der AFR-110-14-Bericht für die Öffentlichkeit bestimmt.
Die „AFR-110-14-Untersuchung“ identifizierte mehrere Faktoren, die zu dem Absturz beitrugen, darunter den tatsächlichen Ablauf des Absturzes, die Persönlichkeit und das Verhalten von Bud Holland, die bisherige Kontrolle und das Fehlen von berichtigenden Maßnahmen durch USAF-Offiziere gegenüber Bud Holland, Planung und Ausführung der Mission und andere umfeldbedingte und menschliche Faktoren.

### Unfallablauf

Accelerated stall: Je enger die Kurve, desto größer muss der Auftrieb (grüner Pfeil) und somit der Anstellwinkel sein, um der Summe der Kräfte (magenta) aus Zentrifugalkraft (rot) und Gewichtskraft (blau) entgegenzuwirken. Wird der kritische Anstellwinkel überschritten, kommt es zum Strömungsabriss, auch wenn die Fluggeschwindigkeit konstant bleibt.

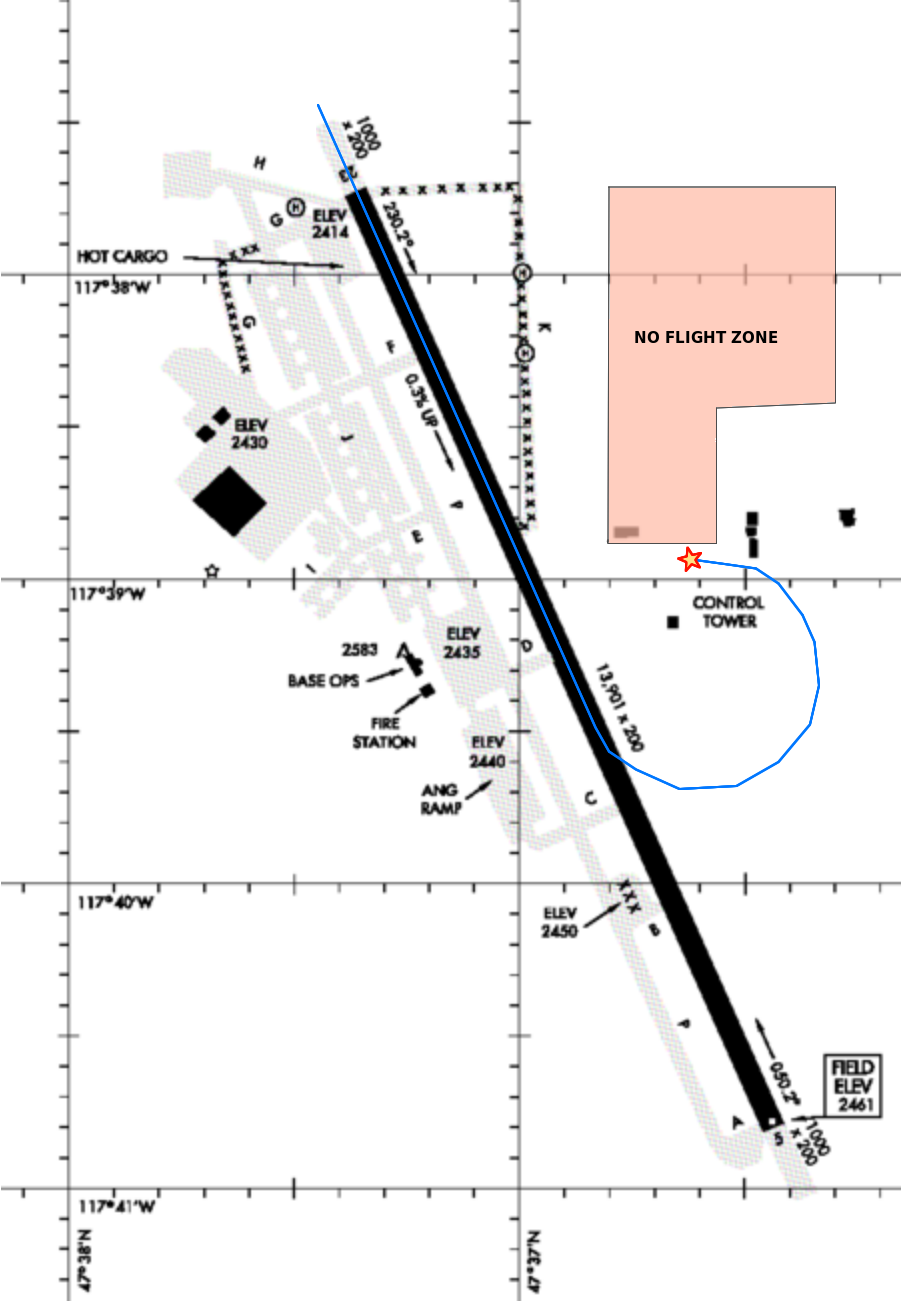
Flugbahn der B-52 auf der Fairchild Air Force Base bis zum Absturz

Laut Untersuchung betrug die angezeigte Fluggeschwindigkeit (IAS) vor der letzten Kurve um den Tower 182 Knoten (337 km/h). Obwohl Holland nach dem Kurveneintritt die Triebwerksleistung erhöhte, kam die Leistungserhöhung zu spät, um die Fluggeschwindigkeit beizubehalten. Obgleich allen vier Besatzungsmitgliedern ein Fahrtmesser zur Verfügung stand, konnte die Fluggeschwindigkeit weiter sinken. Acht Sekunden vor dem Aufschlag hatte sich die IAS des Flugzeugs auf 145 Knoten (269 km/h) reduziert, die Schräglage des Flugzeuges überschritt 60 Grad und das Flugzeug begann zu überziehen. Wenn auch Holland oder McGeehan zu diesem Zeitpunkt Spoiler und Ruder voll rechts gab und das Höhenruder betätigte, um die Flugzeugnase aufzurichten, konnte das Abkippen nicht gestoppt werden. Dieses Flugverhalten ist bekannt unter dem Begriff „Accelerated Stall“. Dieser tritt auf, wenn die Stallspeed (Überziehgeschwindigkeit) eines Flugzeuges zunimmt, ohne dass sich die Fluggeschwindigkeit reduziert. Das kann aufgrund der Umweltbedingungen und/oder der gegenwärtigen Lage des Flugzeugs in Bezug zu seiner Lageänderung auftreten.
Infolge der Querneigung von 60 Grad oder mehr betrug die Minimalgeschwindigkeit zu diesem Zeitpunkt 147 Knoten (272 km/h) IAS. Mit 145 Knoten (269 km/h) IAS fliegend überzog das Flugzeug und konnte wegen unzureichender Flughöhe vor dem Aufschlag nicht mehr abgefangen werden.

### Hollands bisheriges Verhalten und die Reaktion seiner USAF-Vorgesetzten
USAF-Mitarbeiter bezeugten, dass Holland sich einen Ruf als „aggressiver“ Pilot erarbeitet hatte, der oft nicht nur die Regeln der Flugsicherheit übertrat. Dazu zählten zum Beispiel das Fliegen unter der Mindestflughöhe und das Überschreiten des zulässigen Querneigungswinkels und der Steigrate. Außerdem parkte er regelmäßig und widerrechtlich sein Privatfahrzeug im Parkverbot in der Nähe des Hauptquartiers, ohne jemanden darüber zu informieren.
Bei einem früheren Zwischenfall 1991 flog eine von Holland gesteuerte B-52 einen Kreis über einem Softballfeld, wo seine Tochter an einem Spiel teilnahm. Holland startete den Kreis in 2500 Fuß (760 m) AGL mit 65 Grad Schräglage. Die Flugzeugnase begann abzusinken und der Querneigungswinkel erhöhte sich auf 80 Grad. Nachdem das Flugzeug 1000 Fuß (300 m) Höhe verloren hatte, konnte Holland die Kontrolle zurückgewinnen. Ein Zeuge beschrieb das Manöver als Todesspirale.
Während der Fairchild-Flugschau am 19. Mai 1991 war Holland der verantwortliche Luftfahrzeugführer der B-52-Flugdemonstration. Während der Vorführung missachtete Holland einige Sicherheitsvorschriften. So wurden die zulässigen Querneigungs- und Nickwinkel des Flugzeugs nicht eingehalten, die Zuschauer direkt überflogen und möglicherweise die Sicherheitshöhe unterschritten. Der Kommandeur der Basis und der Einheit, Colonel Arne Weinman, beobachtete zusammen mit seinem Stab die Vorführung, griff allem Anschein nach jedoch nicht ein.
Am 12. Juli 1991 kommandierte Holland eine B-52 für einen „flyover“ während der Zeremonie anlässlich eines  Kommandowechsels bei der 325th Bomb Squadron in Fairchild. Während der Vorführung und beim Überflug flog Hollands Flugzeug in Höhen unter 100 Fuß (30 m) – weit unter der bekannten Mindestflughöhe, Steilkurven mit mehr als 45 Grad, überschritt die zulässige Längsneigung und führte einen Wing-over aus. Der Wing-over war nicht ausdrücklich verboten, wurde jedoch nicht empfohlen, da das Flugzeug dabei beschädigt werden konnte. Colonel Weinman und sein stellvertretender Einsatzkommandeur Colonel Julich erteilten Holland eine Rüge, ergriffen jedoch keine offiziellen Maßnahmen.

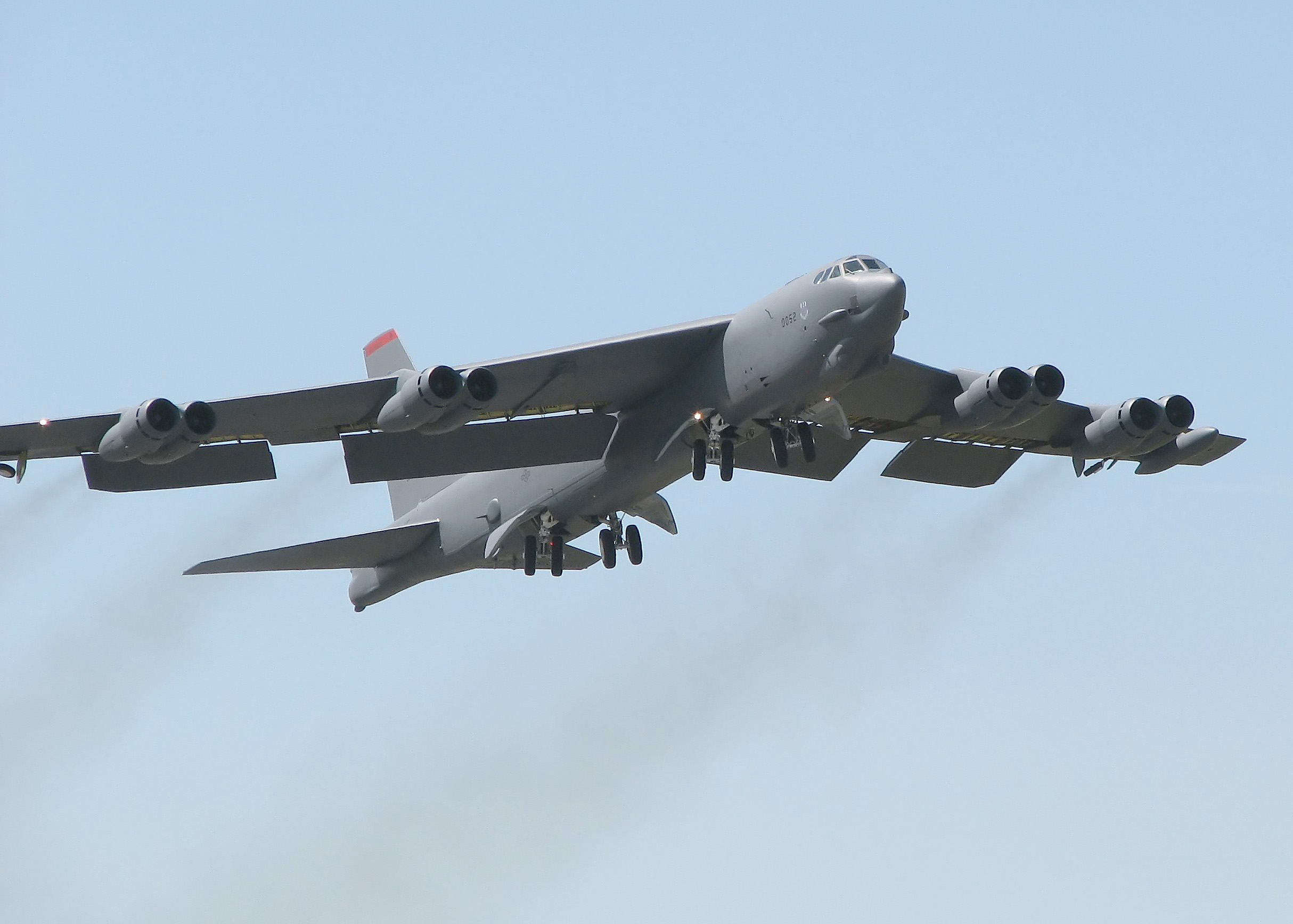
Start einer B-52H mit normaler Längsneigung.

Anlässlich der Fairchild-Flugschau am 17. Mai 1992 war Holland erneut der verantwortliche Luftfahrzeugführer der B-52-Flugdemonstration. Wieder missachtete Holland während der Flugschau einige Sicherheitsregeln. Er flog mit seinem Flugzeug einige Steilkurven mit mehr als 45 Grad Schräglage in geringer Höhe und einen Steigflug mit einem hohen Nickwinkel von mehr als 60 Grad, den er mit einem Wing-over abschloss. Der neue Kommandeur der Einheit, Colonel Michael G. Ruotsala, wurde offensichtlich nicht tätig. Eine Woche später warnte der neue Einsatzkommandeur (DO) Colonel Capotosti in Eigeninitiative Holland, dass er (Holland) am Boden bleiben müsse (aus dem Flugdienst genommen werde), wenn er nochmals die Sicherheitsregeln missachte. Weder dokumentierte Capotosti seine Warnung, noch leitete er offizielle Maßnahmen gegen Holland ein.
Am 14. und 15. April 1993 kommandierte Holland einen Trainingseinsatz mit zwei B-52 zu einem Bombenübungsgelände in der Nähe von Guam im Pazifischen Ozean. Während des Einsatzes flog Holland sein Flugzeug dichter an das andere Flugzeug, als es die Vorschriften erlaubten. Auch bat Holland seinen Navigator, den Bombenabwurf von innerhalb des Bombenschachts aus auf Video aufzuzeichnen. Auch das verstieß gegen die Regeln. Der Navigator brachte später das Video bei drei seiner USAF-Vorgesetzten zur Kenntnis. Der erste, Lieutenant Colonel Bullock, der Kommandeur der 25th Bomb Squadron, unternahm nichts und hat mit dem Video eventuell versucht, den Navigator zu erpressen, um ihn zu zwingen, eine Stelle als Einsatzplaner bei der Staffel anzunehmen. Der zweite, Lieutenant Colonel Harper, der stellvertretende Einsatzkommandeur der Group, sagte dem Besatzungsmitglied, er solle den Beweis geheim halten. Der dritte, der DO, antwortete angeblich auf Berichte über das Video mit der Feststellung „Okay, ich will nichts über das Video wissen – es ist mir egal.“
Zur Fairchild-Flugschau am 8. August 1993 kommandierte Holland wieder die B-52-Flugdemonstration; wieder mit Schräglagen größer als 45 Grad, Überflügen in niedriger Höhe und einem Steigflug mit mehr als 80 Grad Längsneigung. Der Steigflug war so steil, dass Treibstoff aus den Lüftungsöffnungen der Flügeltanks floss. Der neue Kommandeur der Wing, Brigadegeneral James M. Richards, und sein neuer DO, Colonel William E. Pellerin, beobachteten die Vorführung, unternahmen jedoch nichts.
Am 10. März 1994 kommandierte Holland eine Trainingsmission mit einer B-52 zum Yakima-Bombenübungsgelände, um einem Fotografen die Möglichkeit zu bieten, das Flugzeug beim Abwurf von Trainingsmunition zu filmen. Die genehmigte Mindestflughöhe des Flugzeugs für dieses Gelände betrug 500 Fuß (150 m) AGL. Während der Mission wurde Hollands Flugzeug beim Überqueren einer Kammlinie in einer Höhe von 30 Fuß (10 m) über Grund gefilmt. Da sie um ihr Leben fürchteten, stellten die Kameraleute ihre Filmarbeiten ein und gingen vor dem nächsten Überflug in Deckung. Diesmal überflog Holland den Kamm ungefähr in einer Höhe von 3 Fuß (1 m). Hollands Copilot bezeugte, dass er in die Steuerung greifen musste, um Holland daran zu hindern, das Flugzeug in den Kamm zu fliegen. Währenddessen brüllten die anderen zwei Besatzungsmitglieder Holland mehrmals an „Steigen! Steigen!“. Holland lachte und nannte eines der Besatzungsmitglieder einen „Schlappschwanz“.

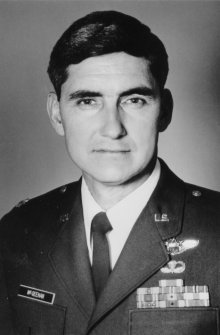
Mark McGeehan, USAF-Staffelkommandeur, der jedem Mitglied seiner Staffel
verbot, mit Holland zu fliegen, es sei denn, er (McGeehan) sei selbst an Bord des Flugzeugs.

Nach diesem Einsatz beschloss die Besatzung, dass sie nie wieder mit Holland fliegen würde. Sie berichtete den Zwischenfall der Leitung der Bomberstaffel. Der Staffelkommandeur, Lieutenant Colonel Mark McGeehan, meldete den Vorfall Pellerin und empfahl, Holland aus dem Flugdienst zu nehmen. Pellerin befragte Holland, erteilte ihm einen mündlichen Verweis und warnte ihn davor, dieses Verhalten nochmals zu zeigen. Auch Pellerin dokumentierte weder den Vorfall noch die Verwarnung noch benachrichtigte er seine Vorgesetzten, denen das Ereignis nicht bekannt war. Um seine Besatzungen zu schützen, beschloss McGeehan, dass er bei allen weiteren Einsätzen, die Holland kommandierte, als Copilot mitfliegen würde. Zeugen meinten, dass nach diesem Vorfall zwischen Holland und McGeehan „beträchtliche Animositäten“ bestanden.
In der Vorbereitung zur Fairchild-Flugschau von 1994 wurde wieder Holland als verantwortlicher Luftfahrzeugführer der B-52-Flugdemonstration ausgewählt. Holland unterrichtete den neuen Kommandeur der Wing, Colonel William Brooks, am 15. Juni 1994 über den Flugplan für die Vorführung. Das von Holland vorgestellte Flugprofil enthielt wieder zahlreiche Verstöße gegen die Sicherheitsregeln, darunter große Schräglagen, Überflüge in niedriger Höhe und Fluglagen mit großer Längsneigung. Brooks befahl Holland, keine Schräglagen mit mehr als 45 Grad und keine Längsneigungen mit mehr als 25 Grad zu fliegen. Während der ersten Übungseinheit am 17. Juni 1994 missachtete Holland diese Befehle mehrmals. Brooks bekam dies mit, unternahm jedoch nichts. Pellerin, der mitgeflogen war, berichtete Brooks, dass „das Profil für ihn gut aussieht; sieht sehr sicher aus, gut innerhalb der Parameter“. Der nächste Übungsflug am 24. Juni endete mit dem Absturz.

### Andere Faktoren
Die von Holland konzipierte Flugdarstellung enthielt eine 360-Grad-Kurve um den Flughafenkontrollturm von Fairchild. Holland hatte dieses Manöver in den vorhergehenden Flugschauen nie gezeigt. In Missachtung der von Brooks erteilten Befehle machte Holland während des letzten Flugs eine Reihe von Kurven mit 60 Grad Querneigung und einen Steigflug mit 68 Grad Längsneigung. Es existiert kein Beweis dafür, dass McGeehan oder Wolff versuchten einzugreifen, als Holland diese Manöver ausführte.
Wie auch am 17. Juni 1994 war ursprünglich Pellerin für diese Mission vorgesehen. Jedoch stand Pellerin für den Flug am 24. Juni 1994 nicht zur Verfügung. Wolff wurde als Ersatz ausgewählt. Infolge der kurzfristigen Ankündigung seines Einsatzes konnte Wolff nicht an der Einsatzbesprechung vor dem Flug teilnehmen und bestieg das Flugzeug erst, nachdem die Triebwerke angelassen waren. Deshalb war Wolff das geplante Missionsprofil nicht bekannt und er hatte keine Möglichkeit, vor dem Start Einwände geltend zu machen.
Alle in den Absturz verwickelten Besatzungsmitglieder hatten in den Monaten zuvor nur wenig Flugzeit absolviert. Der B-52-Besatzung war bis kurz vor dem Aufschlag nicht bewusst, dass das Flugzeug abstürzt. Darauf deutete das Unterlassen jeglicher Standardmethoden zum Abfangen des Flugzeuges nach dem Eintritt des Strömungsabrisses hin. Laut Untersuchungsbericht wäre das Flugzeug auch bei regelgerechter Anwendung von Abfangmaßnahmen auf dem Boden aufgeschlagen. Für das Abfangen reichte wahrscheinlich die Flughöhe nicht mehr aus.

### Ergebnis
Die Unfalluntersuchung kommt zu dem Schluss, dass die Abfolge der Ereignisse, die zu dem Absturz führten, hauptsächlich auf die Persönlichkeit und das Verhalten Hollands zurückzuführen sind. Dazu kamen die Reaktionen seiner USAF-Vorgesetzten auf sein Verhalten und der Ablauf der Ereignisse während des letzten Fluges. Hollands Missachtung der Regeln zum sicheren Betrieb der B-52, die er kommandierte, begründete sich mit dem Ausbleiben von verbindlichen und stimmigen Korrekturmaßnahmen seiner vorgesetzten Offiziere. Das ließ ihn glauben, er könne seinen letzten Flug, der in der langsamen 360-Grad-Steilkurve um den Kontrollturm gipfelte, auf unsichere Art und Weise ausführen.
Während Hollands letztem Flug kamen noch andere, umfeldbedingte Faktoren zum Tragen – so unter anderem ein neues Manöver (die 360-Grad-Kurve um den Tower), die unzureichende Einbindung von Colonel Wolff in die Flugvorbereitungen und die Ablenkung durch eine Schießerei auf der Basis vier Tage zuvor mit sechs Toten und vielen Verletzten. In Verbindung mit Hollands risikobehaftetem Flugstil ergaben sich für das Eintreten eines Absturzes günstige Umstände. Der abschließende Faktor waren die 10 Knoten Rückenwind, die das mit großer Schräglage fliegende Flugzeug in den „Accelerated-Stall“ drückten, der zum Absturz führte.

## Nachspiel
Am 19. Mai 1995, in einem Verfahren vor einem USAF-Militärgericht, plädierte Pellerin schuldig in zwei Anklagepunkten der Pflichtversäumnis für sein Handeln beziehungsweise Nichthandeln, das zu dem Absturz beitrug. Das Gericht verurteilte ihn zu einem monatlichen Gehaltsverzicht von 1.500 US-$ für fünf Monate und er bekam einen schriftlichen Verweis. Die USAF ließ nicht erkennen, ob irgendein anderer Offizier, der in die Ereigniskette, die zu dem Absturz führte, verwickelt war, eine disziplinarische oder administrative Maßnahme erhielt. Kritiker der USAF-Sicherheitsstandards erklärten, dass dieser Absturz ein Beispiel für eine Reihe von Problemen innerhalb der USAF bei der Durchsetzung von Sicherheitsmaßnahmen war.
Die Unfalluntersuchung stellte fest, dass die Verfahren und Regeln, die solch einen Absturz verhindern können, vermutlich bereits vorhanden waren. Die Tatsache jedoch, dass dieser Absturz geschehen konnte, zeigte, dass zumindest in einem Fall die existierenden Sicherheitsregeln nicht ausreichten. Um nochmals zu betonen, wie wichtig die Einhaltung der Sicherheitsregeln ist, und dass das Handeln eines jeden, der eine dieser Regeln verletzt, zu jeder Zeit zu korrigieren ist, verteilte die USAF die Ergebnisse der Unfalluntersuchung sehr schnell bei allen fliegenden Einheiten. Heute wird der Absturz als Fallstudie im Crew Resource Management-Training in der militärischen und zivilen Luftfahrt verwendet. In den Sicherheitstrainings dient der Absturz oft als Beispiel, dass vor allem anderen die Sicherheitsregeln zu befolgen sind.
Um einen Flugunfall darzustellen, verwendete der Film Project Almanac 2015 Filmmaterial des Fairchild-Absturzes. Das erzeugte bei den Angehörigen von Wolff und McGeehan öffentlichen Ärger.  Paramount Pictures behauptete zunächst, dass das fragliche Video den Absturz des Federal-Express-Flug 80 in Tokio im Jahr 2009 zeigt. Produzent Michael Bay entschuldigte sich bei den Angehörigen und ließ das Filmmaterial aus der Kinoausgabe des Films und den Trailern entfernen.